# Amphicarpum amphicarpon
Amphicarpum amphicarpon là một loài thực vật có hoa trong họ Hòa thảo. Loài này được (Pursh) Nash mô tả khoa học đầu tiên năm 1894.